# チュッキョアニメ
『チュッキョアニメ』は、中京テレビ放送（CTV）の日曜未明（土曜深夜）で放送されていた中京ローカル深夜アニメ枠の名称。
本項では、枠名称廃止後の同時間帯で断続的に放送されている深夜アニメ作品についても併せて記述する。

## 概要
2018年10月28日に設けられた。当局は既に同じ日本テレビ系列である読売テレビの製作による深夜アニメを筆頭として深夜アニメをネットした実績はあるものの、他の在名局と同様に深夜枠に余裕が無い番組編成になっていたことから、深夜アニメの放送は不安定な状況にあった。深夜アニメを他局との競合が少なく休日前で視聴が見込める土曜深夜（日曜未明）に集約して2本体制のレギュラー枠として設置されたのが本枠である。
本枠で放送された作品は新作の他に本放送から1クール以上遅れて放送される作品もあり、その中には本放送の時点において在名局では未放送で本枠が初の在名局での放送となる作品も存在した。
新作アニメに関してはアニプレックスが関与した作品が流れるケースが多かった。
放送開始から2021年7月期はVtuberのキミノミヤがナビゲーターを務めており、本編前後に挿入されたオープニング（30秒）およびエンディング（15秒）にてトークと番組紹介を行っていた。また、EPG番組名も『チュッキョアニメ「（番組名）」』となっていた。同年10月期以降はオープニングおよびエンディングが廃止されてEPG番組名からも『チュッキョアニメ』の表記は無くなったが、中京テレビHPでは同年10月期放送の『シキザクラ』のみ『チュッキョアニメ』として紹介されていた。

## 放送番組

### 作品一覧
| 番組名                                                                   | 放送期間                      | 製作局 or 放送形態       | 放送時間    | 備考 |
| ------------------------------------------------------------------------ | ----------------------------- | ------------------------ | ----------- | --- |
| アニ☆ステ                                                                | 2018年10月28日 - 2019年2月3日 | TOKYO MX                 | 1:59 - 2:29 | アニメ関連情報番組。 |
| ACCA13区監察課                                                           | 2018年10月28日 - 2019年1月6日 | BS11                     | 2:29 - 2:59 | 2017年1月期にTOKYO MX・BS11他にて本放送。 中京広域圏では初放送。 |
| かぐや様は告らせたい 〜天才たちの恋愛頭脳戦〜                            | 2019年1月13日 - 3月31日       | 毎日放送                 | 2:29 - 2:59 | 『ジャングル黒べえ』以来46年振りとなる毎日放送製作アニメ作品。 第2期『かぐや様は告らせたい？〜天才たちの恋愛頭脳戦〜』以降は本局を含めた中京広域圏では未放送。                                                        |
| グラゼニ シーズン2                                                       | 2019年2月10日 - 4月28日       | BSスカパー!              | 1:59 - 2:29 | シーズン1は2018年に当枠設置以前の土曜 （金曜深夜）2:29 - 2:59枠にて放送。 |
| ムヒョとロージーの魔法律相談事務所（第1期）                              | 2019年5月5日 - 7月21日        | アニマックス BSスカパー! | 1:59 - 2:29 | 地上波では本局が全国初放送。第2期は本局を含めた中京広域圏では未放送。 |
| トライナイツ                                                             | 2019年8月4日 - 10月20日       | 日本テレビ               | 2:09 - 2:39 | |
| 新世紀エヴァンゲリオン                                                   | 2019年11月2日 - 2020年3月28日 | テレビ東京               | 1:59 - 2:29 | 1995年10月 - 1996年4月にテレビ愛知他各県にて放送された為、実質再放送。 |
| 継つぐもも                                                               | 2020年4月12日 - 6月28日       | 本局 BSフジ AT-X         | 1:59 - 2:29 | 本枠初の自社製作アニメ作品。 第1期『つぐもも』は本局を含めた中京広域圏では未放送。 テレビ東京の子会社であるテレビ東京メディアネット、 読売テレビの子会社である読売テレビエンタープライズも それぞれ製作委員会に参加。 |
| pet                                                                      | 2020年7月5日 - 9月27日        | UHFアニメ                | 1:59 - 2:29 | 2020年1月期にTOKYO MX・BS11他にて本放送。 中京広域圏では初放送。 |
| 戦翼のシグルドリーヴァ                                                   | 2020年10月4日 - 12月27日      | BS11                     | 1:59 - 2:29 | 初回は1時間スペシャルとして放送。 |
| ワンダーエッグ・プライオリティ                                           | 2021年1月15日 - 4月4日        | 日本テレビ               | 1:59 - 2:29 | 初回は1月15日 （1月14日深夜）金曜（木曜深夜）1:37 - 2:37に放送。 特別編は7月1日 （6月30日深夜）木曜（水曜深夜）1:37 - 2:37に放送。                                                                                    |
| 86-エイティシックス-（第1クール）                                        | 2021年4月11日 - 6月27日       | UHFアニメ                | 1:55 - 2:25 | |
| ソードアート・オンライン オルタナティブ ガンゲイル・オンライン           | 2021年7月4日 - 10月3日        | UHFアニメ                | 1:55 - 2:25 | 2018年4月期にテレビ愛知で放送されたため、愛知県内では実質再放送。第2期『ソードアート・オンラインオルタナティブ ガンゲイル・オンライン Ⅱ』は2024年10月期に再びテレビ愛知で放送。                                       |
| シキザクラ                                                               | 2021年10月10日 - 12月26日     | 本局                     | 1:55 - 2:25 | 最速放送。 本作品から本編前後のオープニングおよびエンディングが廃止。 EPG番組名からも『チュッキョアニメ』の表記が無くなった。                                                                                         |
| 86-エイティシックス-（第2クール）                                        | 2021年10月3日 - 12月26日      | UHFアニメ                | 2:25 - 2:55 | これ以降の作品は枠名称無しでの放送となる（『チュッキョアニメ』枠の番組として扱われない）。 第22話・第23話は2022年3月20日・27日に放送。                                                                                |
| ビルディバイド -＃FFFFFF-                                                | 2022年4月10日 - 6月26日       | UHFアニメ                | 1:55 - 2:25 | 第1期『ビルディバイド -#000000-』は 2021年10月期に金曜 （木曜深夜）1:29 - 1:59で放送。 |
| くノ一ツバキの胸の内                                                     | 2022年4月10日 - 7月9日        | BS11                     | 2:25 - 2:55 | |
| てっぺんっ!!!!!!!!!!!!!!!                                                | 2022年7月3日 - 9月25日        | TOKYO MX                 | 1:55 - 2:25 | |
| マッシュル-MASHLE-                                                       | 2023年4月8日 - 7月2日         | UHFアニメ                | 1:55 - 2:25 | |
| 帰還者の魔法は特別です（第1期）                                          | 2023年10月22日 - 12月23日     | UHFアニメ                | 1:55 - 2:25 | 第2話から放送。第1話は10月13日（10月12日深夜）金曜（木曜深夜） 2:39 - 3:09に放送。また第3話と第4話は2話連続で放送した。                                                                                               |
| 薬屋のひとりごと（第1期）                                                | 2023年10月22日 -2024年3月24日 | 日本テレビ               | 2:25 - 2:55 | 第1話から第4話まで2話連続放送。第2期は2025年1月期にFRIDAY ANIME NIGHT枠で放送。 |
| マッシュル-MASHLE-神覚者候補選抜試験編                                   | 2024年1月7日 - 3月31日        | UHFアニメ                | 1:55 - 2:25 | |
| ザ・ファブル                                                             | 2024年4月7日 - 9月29日        | 日本テレビ               | 1:55 - 2:25 | |
| 負けヒロインが多すぎる!（第1期）                                         | 2024年7月14日 - 9月29日       | TOKYO MX 読売テレビ BS11 | 1:25 - 1:55 | 当局放送エリアの愛知県豊橋市が舞台。 |
| らんま1/2（2024年版第1期）                                               | 2024年10月6日 - 12月22日      | 日本テレビ               | 1:55 - 2:25 | 1989年版は東海テレビで放送。 |
| Aランクパーティを離脱した俺は、元教え子たちと迷宮深部を目指す。（第1期） | 2025年1月12日 - 6月29日       | 日本テレビ               | 1:55 - 2:25 | |
| 光が死んだ夏                                                             | 2025年7月6日 -                | 日本テレビ               | 1:55 - 2:25 | |

### 番組の移り変わり
|                                   | 前半枠                                                         | 後半枠                                                                   |
| 放送時間                          | 1:59 - 2:29 ※2019年8月のみ2:09 - 2:39                          | 2:29 - 2:59                                                              |
| --------------------------------- | -------------------------------------------------------------- | ------------------------------------------------------------------------ |
| 2018年10月                        | アニ⭐︎ステ                                                     | ACCA13区監察課                                                           |
| 2019年1月                         | アニ⭐︎ステ                                                     | かぐや様は告らせたい〜天才たちの恋愛頭脳戦〜（第1期）                    |
| 2019年2月                         | グラゼニ シーズン2                                             | かぐや様は告らせたい〜天才たちの恋愛頭脳戦〜（第1期）                    |
| 2019年5月                         | ムヒョとロージーの魔法律相談事務所（第1期）                    | (設置扱いなし)                                                           |
| 2019年8月                         | トライナイツ                                                   | (設置扱いなし)                                                           |
| 2019年11月                        | 新世紀エヴァンゲリオン                                         | (設置扱いなし)                                                           |
| 2020年4月                         | 継つぐもも                                                     | (設置扱いなし)                                                           |
| 2020年7月                         | pet                                                            | (設置扱いなし)                                                           |
| 2020年10月                        | 戦翼のシグルドリーヴァ                                         | (設置扱いなし)                                                           |
| 2021年1月                         | ワンダーエッグ・プライオリティ                                 | (設置扱いなし)                                                           |
| 放送時間                          | 1:55 - 2:25                                                    | 2:25 - 2:55                                                              |
| 2021年4月                         | 86-エイティシックス- (第1クール)                               | (設置扱いなし)                                                           |
| 2021年7月                         | ソードアート・オンライン オルタナティブ ガンゲイル・オンライン | (設置扱いなし)                                                           |
| 以後枠名を使用せず放送            |                                                                |                                                                          |
| 2021年10月                        | シキザクラ                                                     | 86-エイティシックス- (第2クール)                                         |
| 2022年1月期は枠休止               |                                                                |                                                                          |
| 2022年4月                         | くノ一ツバキの胸の内                                           | (設置扱いなし)                                                           |
| 2022年7月                         | てっぺんっ!!!!!!!!!!!!!!!                                      | (設置扱いなし)                                                           |
| 2022年10月期、2023年1月期は枠休止 |                                                                |                                                                          |
| 2023年4月                         | マッシュル-MASHLE-                                             | (設置扱いなし)                                                           |
| 2023年7月期は枠休止               |                                                                |                                                                          |
| 2023年10月                        | 帰還者の魔法は特別です（第1期）                                | 薬屋のひとりごと (第1期)                                                 |
| 2024年1月                         | マッシュル-MASHLE- 神覚者候補選抜試験編                        | 薬屋のひとりごと (第1期)                                                 |
| 放送時間                          | 1:25 - 1:55                                                    | 1:55 - 2:25                                                              |
| 2024年4月                         | (設置扱いなし)                                                 | ザ・ファブル                                                             |
| 2024年7月                         | 負けヒロインが多すぎる!（第1期）                               | ザ・ファブル                                                             |
| 2024年10月                        | (設置扱いなし)                                                 | らんま1/2 (2024年版第1期)                                                |
| 2025年1月                         | (設置扱いなし)                                                 | Aランクパーティを離脱した俺は、元教え子たちと迷宮深部を目指す。（第1期） |
| 2025年4月                         | (設置扱いなし)                                                 | Aランクパーティを離脱した俺は、元教え子たちと迷宮深部を目指す。（第1期） |
| 2025年7月                         | (設置扱いなし)                                                 | 光が死んだ夏                                                             |